# 四五式240毫米榴彈炮

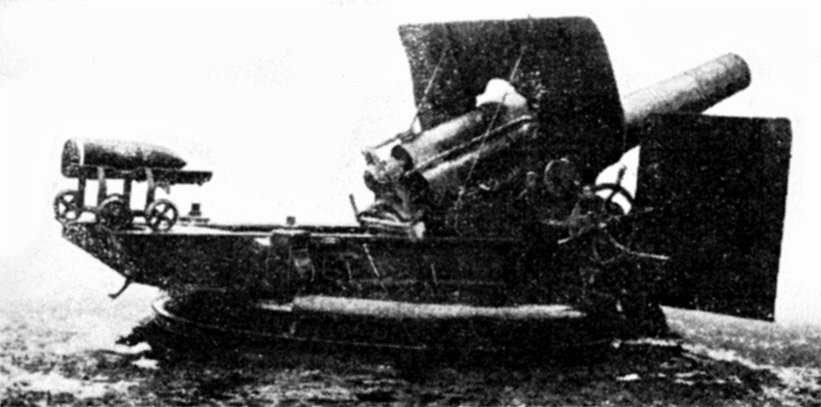
從後方看四五式榴彈炮

四五式240毫米榴彈炮（日语：四五式二十四糎榴弾砲）是一款曾經由日本帝國陸軍於一戰和二戰期間使用的攻城炮。定名緣由是因本裝備在1912年（明治45年）制式化。這款火炮是同類火炮中的第一種完全由日本自主研發的型號。

## 歷史
日本在日俄戰爭期間，日軍為了攻佔旅順付出了高昂的代價，在進攻俄軍建立的旅順要塞時傷亡慘重。日軍當時使用的最重型攻堅武器是由德國克虜伯設計，並在日本境內生產的280毫米榴彈炮。這款重炮原本部署於東京灣沿岸的固定炮位作為岸防炮使用，但日軍在旅順包圍戰對俄軍要塞久攻不下，於是將岸防用的280毫米炮拆下，運到旅順作為重型野戰炮使用。這些重炮在支援步兵進攻俄軍要塞發揮了重要作用，讓日軍了解對要塞陣地攻堅時需要有威力強大的重炮。
日本在日俄戰爭後，陸軍技術審查部開始研製攻堅用的重砲，這款火炮採用重量級的彈頭及擁有曲射彈道，利用墜落的重型炮彈將要塞夷為平地。為了這項需求，日本的兵工單位設計了口徑15公分加農砲、20公分榴彈砲、30公分榴彈砲和40公分榴彈砲等規格。雖然理論而言，火炮口徑越大，炮彈威力也越大，但射速相對會較慢，搬運也較不便，日軍在日俄戰爭中將岸防的280毫米炮拆下及運往旅順參戰時，也遇到搬運困難，而且裝彈速度太慢，影響發動步兵攻勢的時間，所以首先研製出來的是口徑較小的20公分榴彈砲，這款20公分口徑的試作炮共造了10門，但是日本陸軍測試後認為威力不夠，在考慮到增強威力、裝彈速度和運輸的重量限制後，決定將量產型的口徑擴大為24公分。
四五式榴彈炮由大阪砲兵工廠第一製造所負責量產，到昭和17年年底（1942年）至少生產了81門。
日本陸軍將四五式榴彈炮編入軍級直轄的炮兵部隊中；固定編制是2個營（大隊）、下轄4個連（小隊），每連操作兩門炮，一個營共8門炮。由於日本陸軍很少機會要出動到這款威力強大的攻城炮，而其火力很適合作為岸防炮，所以這款攻城炮大部分時間都是佈署在炮台，成為要塞炮防禦海岸用。

## 設計
所謂攻城炮，顧名思義是專門用來打擊加固陣地的武器；為了突破堅實的工事，就只能依托超規格的投射火力；為了投射火力的設備也無法輕盈化。當然，20世紀初也不存在可以直接拖運的載具，因此火炮要移動到發射陣地只能拆解後在戰場再組裝。
搬運時，四五式會分成炮架、搖架、可動滑軌、框架、炮身等10項組件，由專用牽引車運輸，一門炮要移動需要13輛牽引車、104頭馱馬；所以標準編制的重砲大隊編制非常可觀，下轄51輛車、360頭馱馬，但即使用了這麼龐大的運輸部隊，野戰移動時速仍然只有時速8公里，這讓四五式的轉移需要靠鐵路運輸等手段去增加效率。
火炮到達陣地前，炮組單位要先挖直徑7公尺、深1.3公尺的坑洞，並將可吸收火炮後座力的框架放於其中。然後再依序將火炮組件組合，將砲管裝上發射平臺這一工作需要起重機來完成，依照日軍經驗，45人的炮組要16個小時又25分鐘才能完成火炮開設作業。
四五式炮彈的重量約爲400磅（181.4公斤），砲彈採發射藥包與彈頭分離的分裝式彈藥；可將400磅（181.4公斤）重的炮彈加速到400米/秒，其射程可達14公里。裝填時，需要讓砲管回到水平位置。火炮的後膛閉鎖系統採用階段断隔螺式設計。 

## 作戰記錄

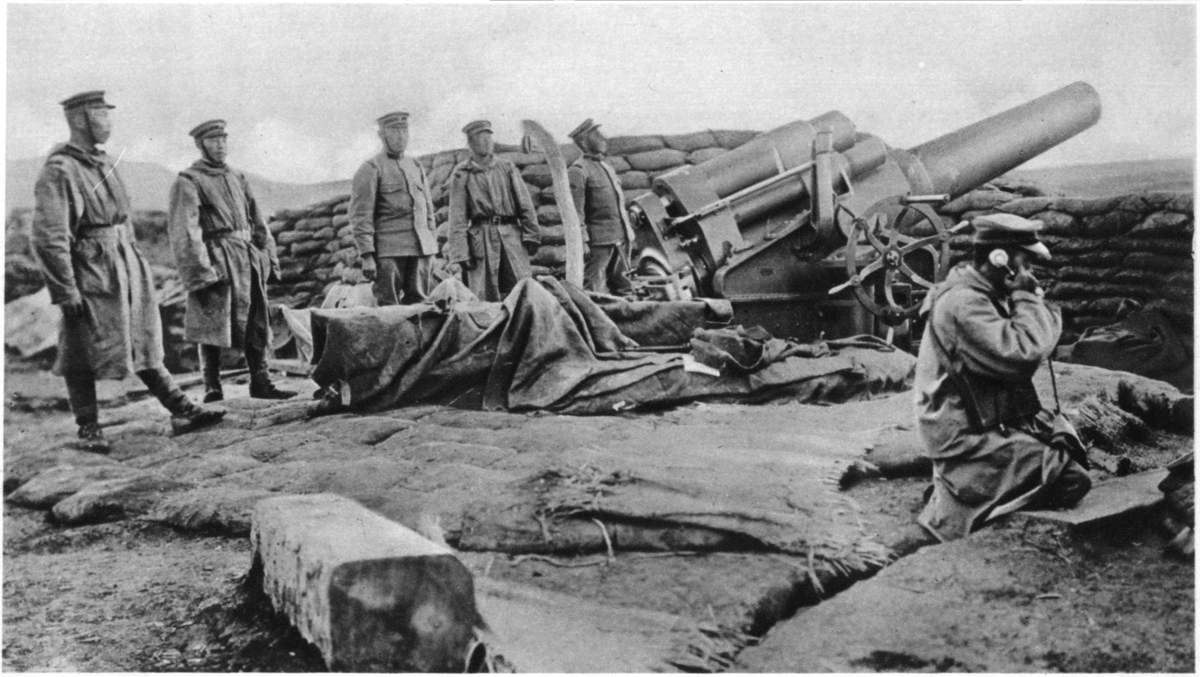
青島戰役中的四五式榴彈炮

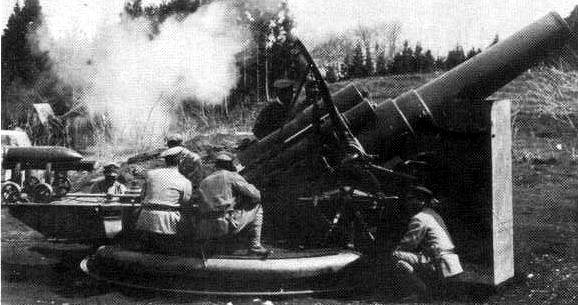
射擊狀態的四五式榴彈炮

一戰期間，日軍在1914年8月對德國在青島的租借發動攻勢，青島戰役爆發，這場戰役是日軍首次出動四五式榴彈炮，雖然24公分口徑炮此時已經制式化及量產，但試制的20公分口徑炮亦被動用。由於德軍已建立要塞防守青島，日軍派遣了一個專門打擊防禦工事的四五式炮兵營支援攻勢。這款火炮運抵海港後，花了22小時卸貨；再花了4天的時間以簡便鐵道運往50公里外的戰場及進行組裝。這個炮兵營於1914年10月31日開始對距離炮組8公里外的德軍炮兵陣地進行炮轟，成功壓制德軍炮兵。隔日，四五式榴彈炮開始對德軍要塞進行炮轟，支援日軍的步兵攻勢；但過程中有兩門炮發生膛炸，不過未造成人員死亡。青島戰役期間，這4門四五式共發射了990發炮彈，主要集中轟擊德軍要塞的伊爾蒂斯炮台和俾斯麥炮台，成功摧毀伊爾蒂斯炮台的其中一個炮位。日軍的四五式榴彈炮雖然成功打擊德軍的防守陣地，但效能與當初的預期仍有所差距，日軍認為除了參戰的20公分口徑炮威力仍有不足外，也與炮兵的炮術研究和訓練不足有關，未能對德軍防禦工事實施精確打擊。
在1937年全面爆發的第二次中日戰爭中，由於日軍的機械化部隊佔有優勢，日軍在中國戰場也沒有遇到強大的要塞防禦，所以缺乏機會用到這款重炮。日本在二戰期間的1941年12月發動太平洋戰爭，並策動香港戰役入侵香港，由於預期駐港英軍將利用堡壘及多條防線阻擋日軍攻勢，所以日軍決定動用四五式榴彈炮轟擊英軍堅固的防禦工事，8門四五式榴彈炮曾於12月9日至14日期間轉移100多公里，但彈藥補給跟不上，每門炮在開戰時各備有257發炮彈，但戰役結束時僅剩下11發，而根據日軍記錄，在侵略香港期間消耗達1970發240毫米口徑炮彈。日軍曾使用這款大口徑炮炮轟香港島，於2015年3月興建中環灣仔繞道期間有建築工人在銅鑼灣的地盤，挖出重達200公斤的此型240毫米炮彈，須要花三日時間引爆拆除。日軍在菲律賓戰役的巴丹之戰和科雷吉多爾之戰中，也使用了四五式榴彈炮。據美軍的統計，日軍的四五式榴彈炮在巴丹之戰期間發射了1047發炮彈，在科雷吉多爾之戰中則發射了2915發炮彈。在二戰末期的蘇日戰爭，駐防滿洲國的日本關東軍曾使用四五式榴彈炮抵抗蘇軍的攻勢。

### 腳註
1. 1 2  佐山『日本陸軍の火砲』351頁
2. ↑  佐山『日本陸軍の火砲』358頁
3. 1 2  War Department Special Series No 25 Japanese Field Artillery October 1944
4. 1 2  .   [2014-08-02]. （原始内容存档于2014-08-07）.
5. ↑  The Encyclopedia of Weapons of World War II
6. ↑  佐山『日本陸軍の火砲』327頁
7. ↑  佐山『日本陸軍の火砲』328-329頁
8. ↑  佐山『日本陸軍の火砲』356-357頁
9. ↑  .   [2014-08-02]. （原始内容存档于2019-01-02）.
10. ↑  Meyer. The Rise and Fall of Imperial Japan. page 55
11. ↑  佐山『日本陸軍の火砲』331頁
12. ↑  鄺智文; 蔡耀倫. . 香港: 天地圖書. 2013-09: 370. ISBN 9789888254347.
13. ↑  . 明報（加東網）. 2015-03-07  [2019-12-30]. （原始内容存档于2019-12-30）.
14. ↑  .   [2014-08-02]. （原始内容存档于2013-08-30）.
15. ↑  .   [2014-08-02]. （原始内容存档于2014-08-07）.